# Cyanistes caeruleus
El herrerillo común (Cyanistes caeruleus) es una especie de ave paseriforme de la familia Paridae. Es uno de los pájaros de mayor colorido de Europa, su librea azul, verde, amarilla y blanquinegra es inconfundible. Es un pájaro ampliamente distribuido por Europa y Oriente Medio, y se reconocen varias subespecies.

## Taxonomía

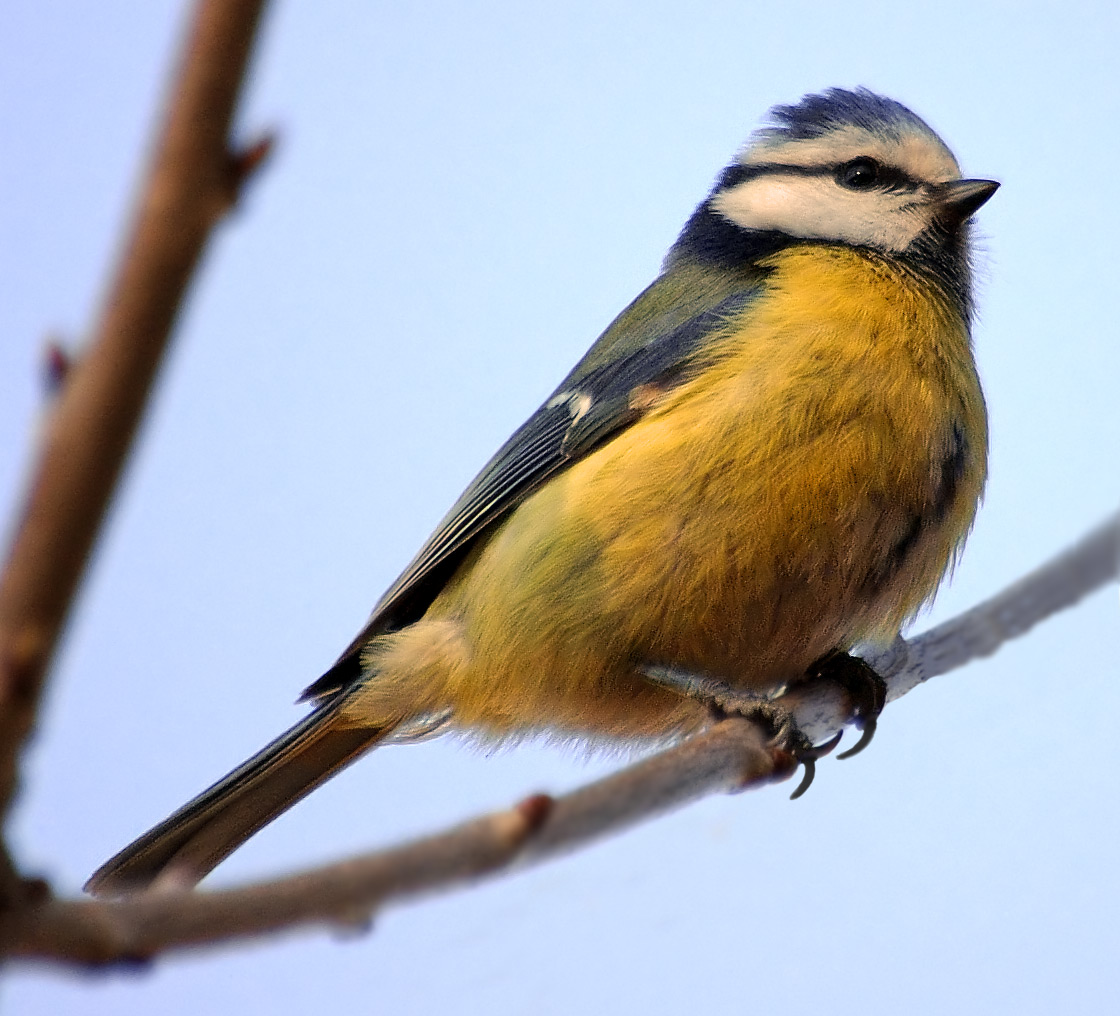
Herrerillo en una rama.

La especie fue descrita por primera vez por Carlos Linneo en Systema naturae de 1758 como Parus caeruleus.
La mayor parte de las autoridades mantiene Cyanistes como subgénero de Parus, aunque la Unión Británica de Ornitólogos trata Cyanistes como un género distinto. 
Los ejemplares de las islas Canarias y África han sido separadas a una especie diferente, Cyanistes teneriffae.

## Descripción
Tamaño de 11,5 cm medido desde el pico hasta la cola. Es el único pájaro con píleo, alas y cola de color azul cobalto vivo. Partes inferiores amarillas; mejillas blancas con lista negra a través del ojo y rodeando la nuca, de color negro azulado; dorso verdoso.

### Dimorfismo sexual
Su dimorfismo sexual es poco marcado: el macho presenta el píleo de color más vivo que la hembra y la banda negro-azulada que rodea el cuello es más ancha en los machos.

## Reproducción

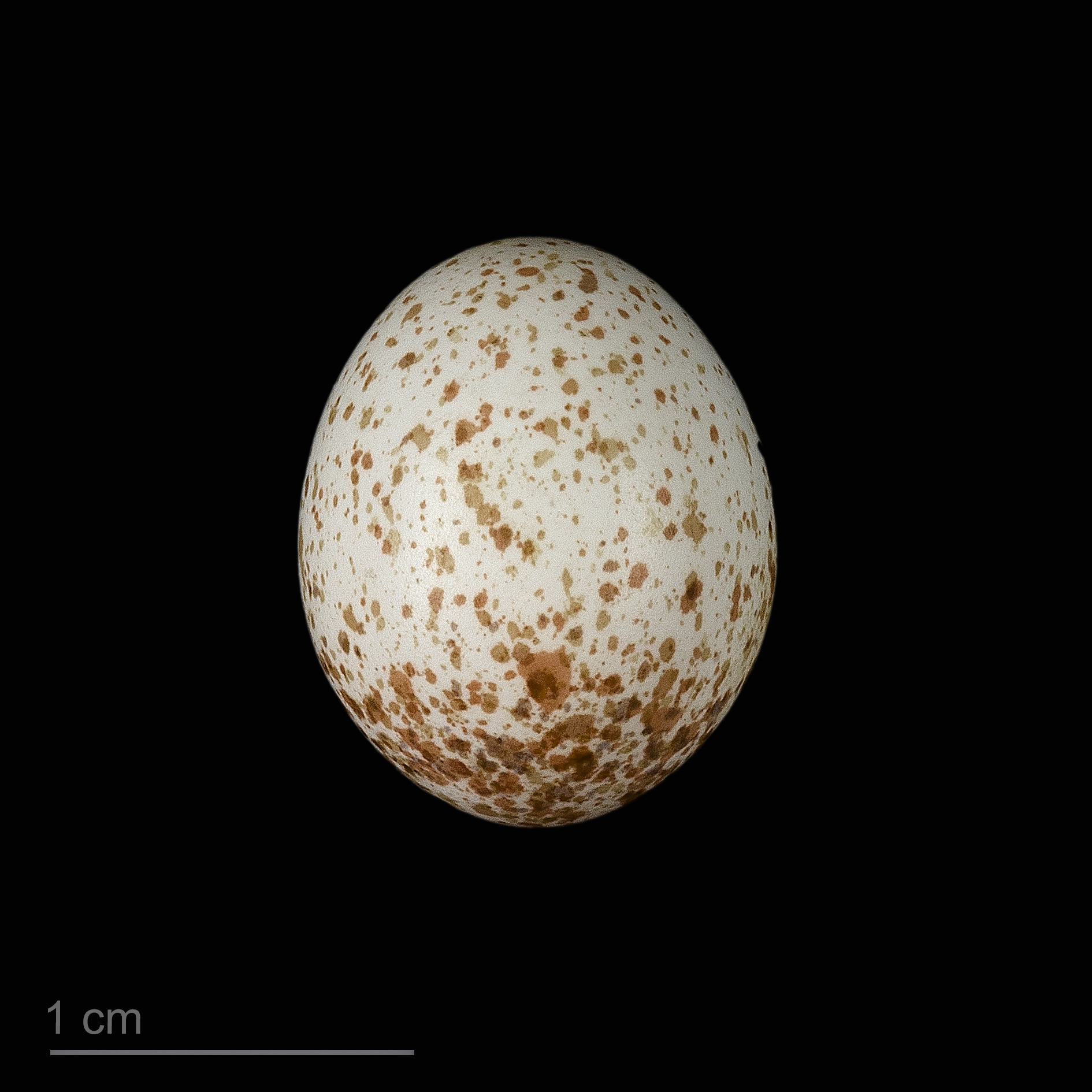
Cyanistes caeruleus - MHNT

Para anidar, escoge cualquier agujero: una pared, en el suelo, una caja... pero lo más habitual es que aproveche el hueco de un árbol.
La hembra construye el nido: pone unos diez huevos pequeños y blancos, con notas rojas o marrones y ella misma incuba los huevos.

## Distribución geográfica
Habita en gran parte de Europa y llega hasta el mar Caspio, gran parte de Turquía, Armenia, Georgia, Azerbaiyán.
En España, se encuentra en la mayoría de comunidades, incluyendo las islas Baleares.

### Hábitat
Bosque caducifolio y mixto, sobre todo en encinares, en mares, en rastrojales, parques y jardines.

## Subespecies
Se reconocen las siguientes subespecies:
- C. c. balearicus, Baleares (Mallorca).
- C. c. caeruleus, norte de España, Sicilia, norte de Turquía y los Urales.
- C. c. calamensis, Grecia.
- C. c. obscurus, islas británicas.
- C. c. ogilastrae, Portugal, sur de España, Córcega y Cerdeña.
- C. c. orientalis, Rusia occidental.
- C. c. persicus, suroeste de Irán.
- C. c. raddei, norte de Irán.
- C. c. satunini, península de Crimea, Cáucaso, noroeste de Irán y Turquía.